# Bergshyddan, Fåfängan

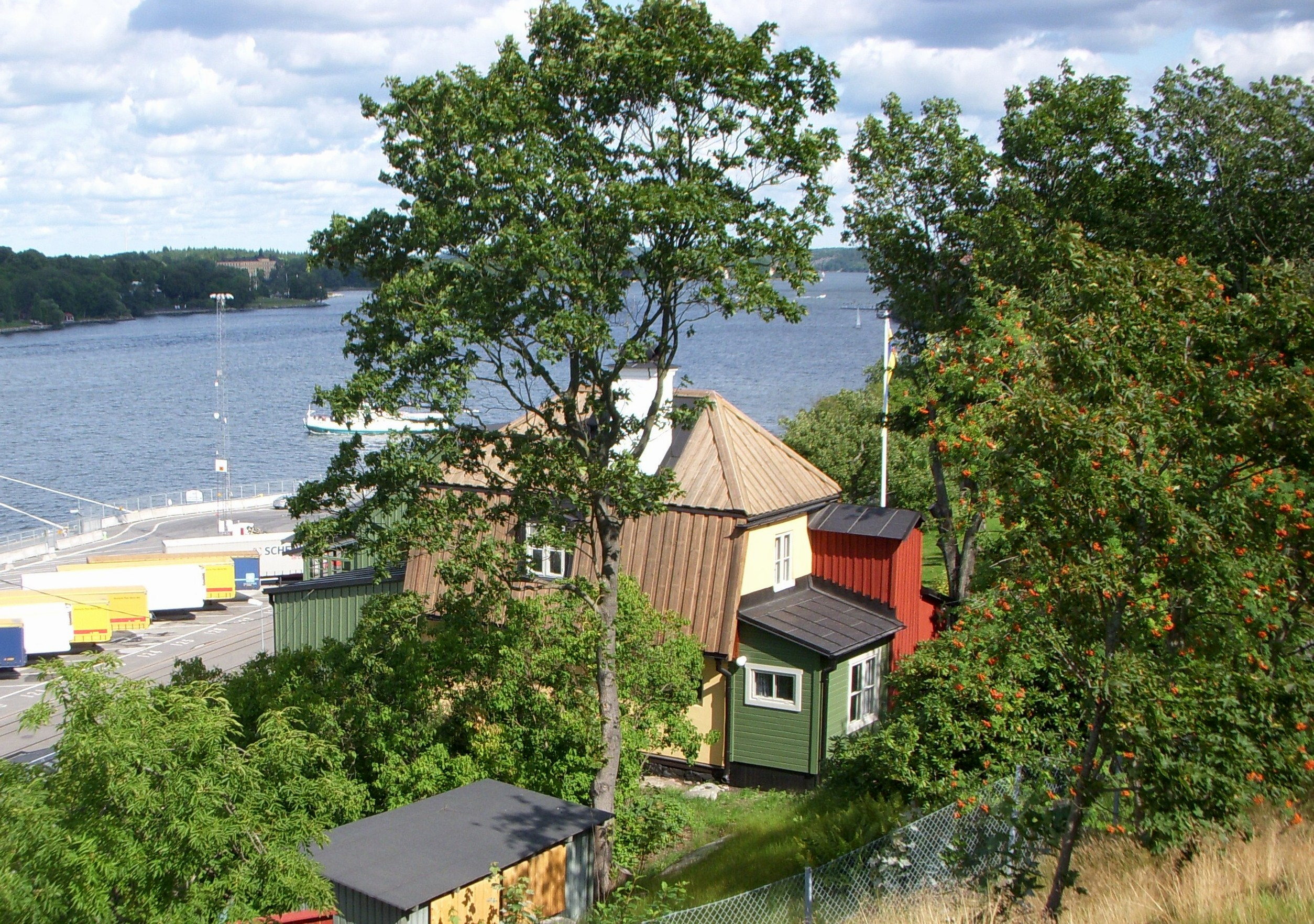
Bergshyddan på sommaren 2009.

Bergshyddan är en byggnad på Södermalm i Stockholm. Bergshyddan ligger vid Fåfängans norra sluttning ner mot Masthamnen. Byggnaden nyttjas sedan 1986 av Stockholms stad som samlingsplats och sommarbostad för stadens nordiska kultursamarbete.

## Byggnadsbeskrivning
Villan består av flera huskroppar varav de äldsta troligen härrör från 1600-talet och från 1700-talets första hälft. Berghyddans historik hör samman med Patons malmgård som 1839 skapades intill Fåfängan av den skotske skeppsredaren och grosshandlaren James Paton. 1863 anhöll Paton om att få bygga samman ett hus med ett därstädes förut beläget trähus. Så skapades Bergshyddan, som tidigare även kallades "Fjällstugan". James Patons grannar var familjerna Lars Johan Hierta, Frans Schartau och Carl Fredrik Liljevalch, d.y. och familjernas barn lekte ihop. Schartaus familj bodde ett tag i Fjällstugan. Efter Patons död 1867 ärvde hans änka egendomen. Efter henne delades fastigheten av sonen och sonens svåger.
Under 1900-talets första hälft blev Bergshyddan till en konstnärers mötesplats, när konsthantverkaren och målaren Henrik Krogh tillsammans med sin hustru Ingrid flyttade in 1914. De blev åretruntboende trots att huset saknade vatten, gas och elektricitet. Men man hade telefon som installerades redan på 1890-talet.
Klipplandskapet på Fåfängans östra sida förändrades genom sprängningen av Danvikskanalen på 1920-talet och bergsbranten ryckte allt närmare Bergshyddan, när Masthamnens kajområde breddades. 1955 arrangerades i huset utställningen Konstnärer på Söder. Efter Ingrid Kroghs död 1958 blev Bergshyddan åter sommarnöje, fortfarande inom samma familj. År 1982 renoverades den nedslitna Bergshyddan genom Stockholms fastighetskontors försorg och staden blev ägare. Sedan 1986 erbjuder Stockholms stad konstnärer i de andra nordiska huvudstäderna stipendievistelse i huset en kortare tid under sommarhalvåret.

## Bergshyddan förr och nu

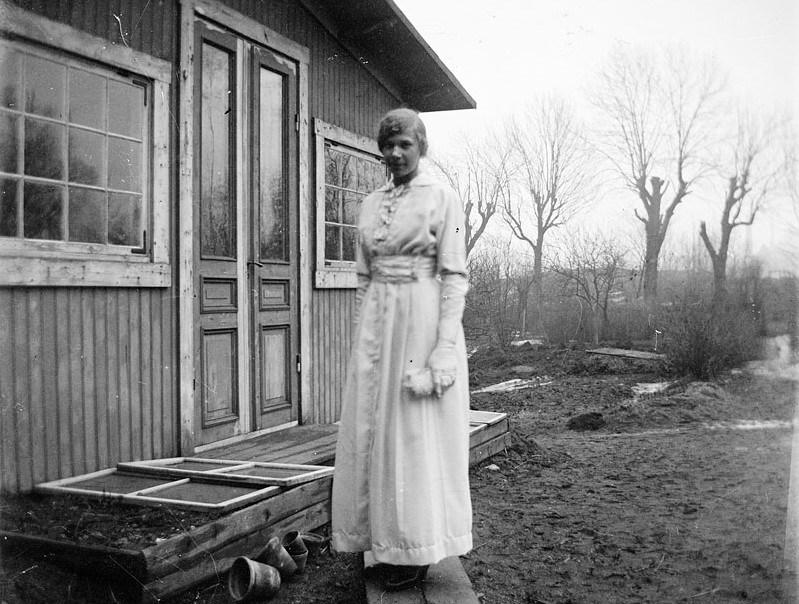
Inga Krogh på gårdsplanen, 1920-tal
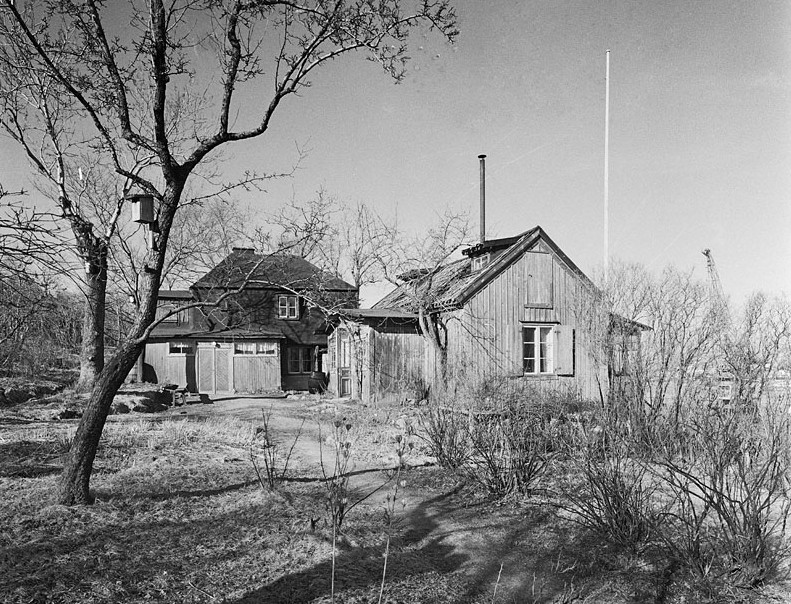
Bergshyddan 1958
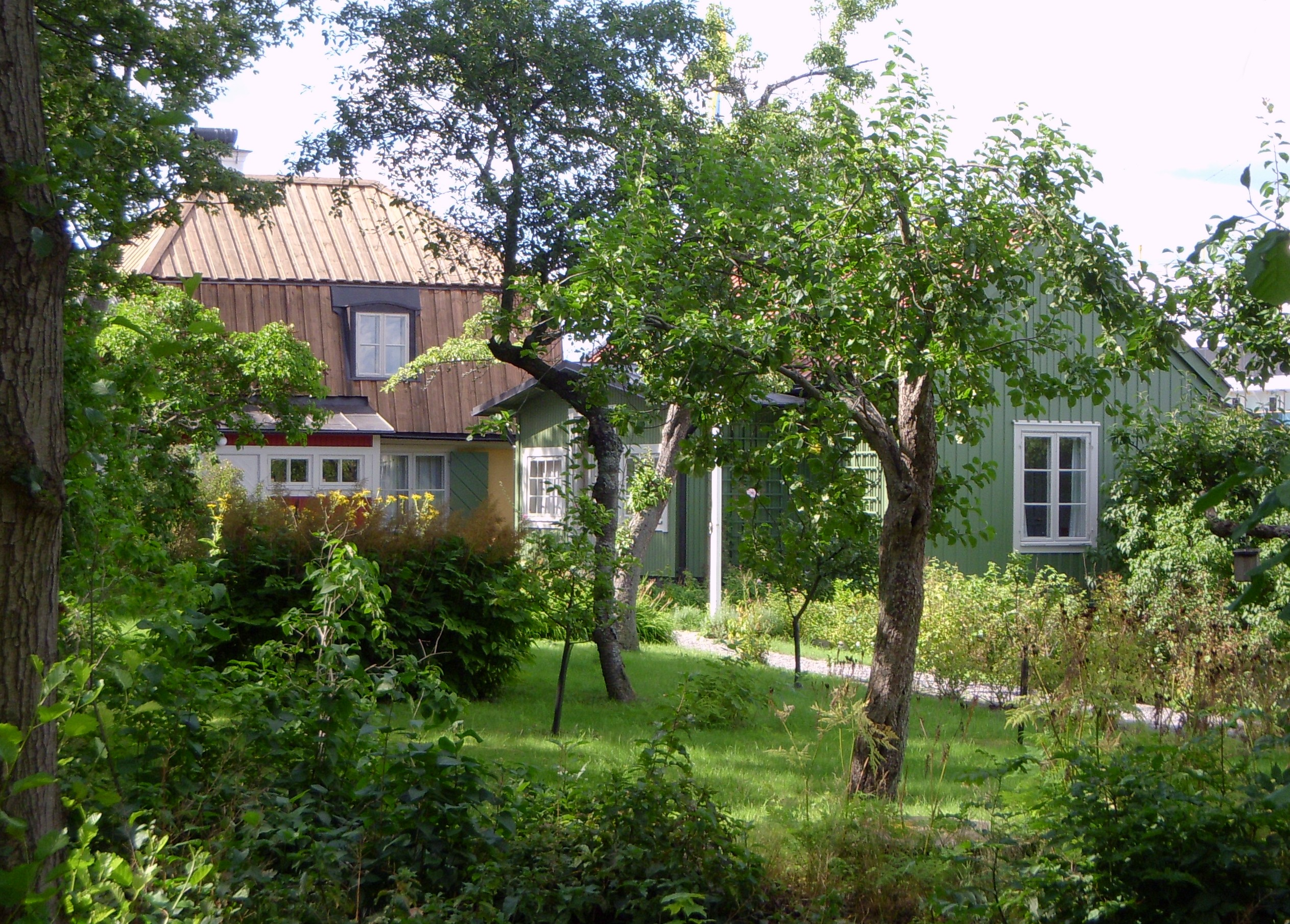
Bergshyddan 2009
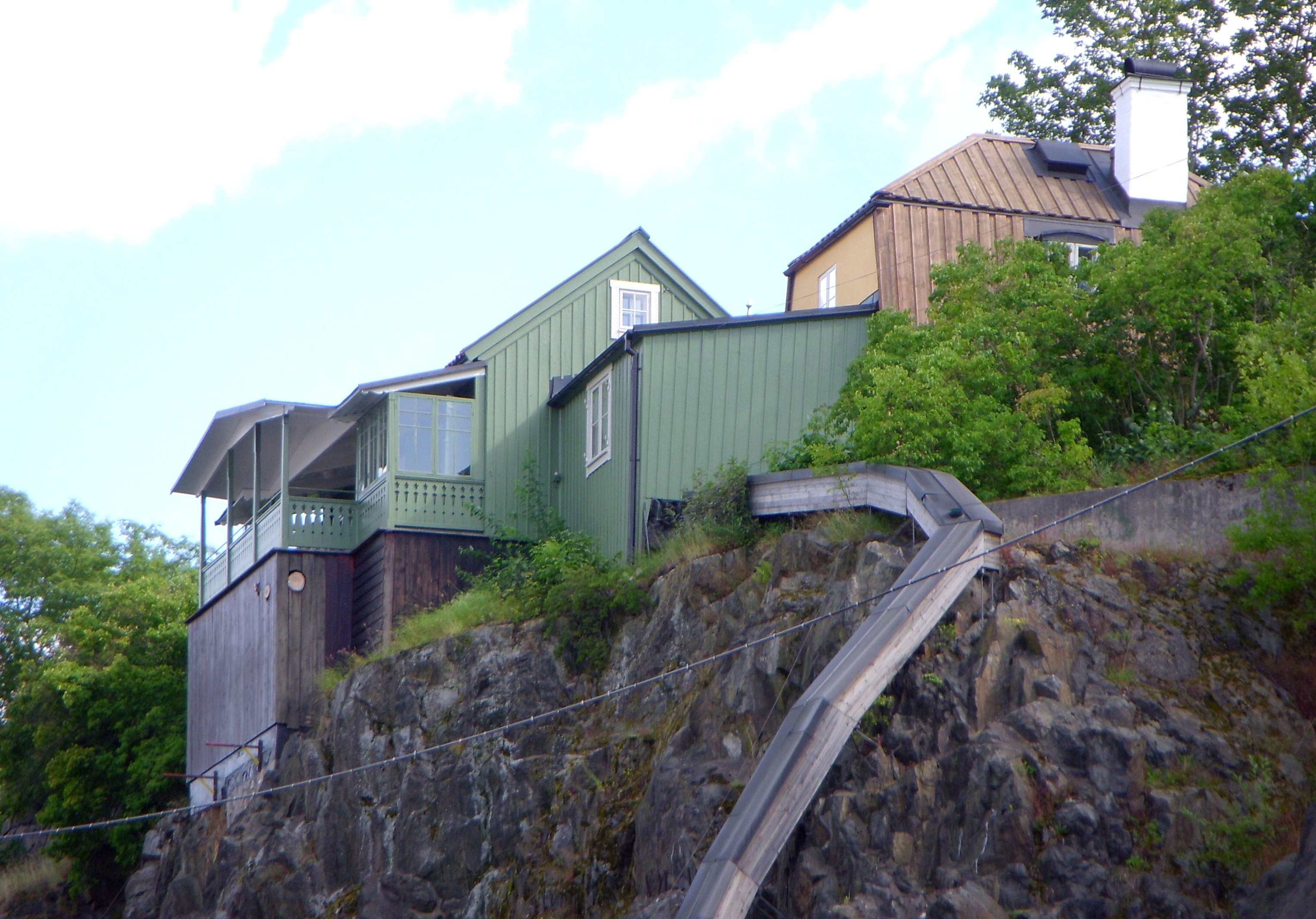
Vy från Masthamnen 2009